# 离婚
离婚是互为配偶的双方，透过法律手段解除婚姻关系的行爲及其程序。
通常在办理离婚程序的过程中，都要面對许多复杂的問題，尤其是子女撫養權或監護權，双方甚及其家庭的財產分割，以及對其中一方應否支付及支付多少離婚贍養費、子女抚养费等問題；而且相当多的配偶在离婚之前会先协议分居。离婚协议，该是平等协商后的两全其美的公平结果。此外，亦有与已死的配偶离婚的個案，日本等部份國家接受死後離婚的登記，但現代社會已少見這種需要，不过丧偶亦相當於离婚。以信奉天主教為多數的国家，离婚曾被禁止，但现已自由宽松。如今，目前世界上仅有梵蒂冈和菲律宾两国不允许离婚。在菲律宾，解除婚姻关系的方式，是宣布婚姻为「無效婚姻」。
在不同的社会和民族中，离婚的原因和难度也各不相同。在肯尼亚的古希人中，不育或阳萎是离婚的理由。而在一些印第安人中，比如雅甘人，如果人们认为丈夫残忍或者无法抚养家庭，那么离婚是被视为公正的。

## 各國和地区狀況

### 天主教国家
在天主教徒佔多數的国家，曾经因为宗教的原因，离婚是不被允许的。
16世纪，英格兰国王亨利八世为解决与凯瑟琳的婚姻问题，引发了英格兰的宗教改革。
2004年，最后一个不允许离婚的拉丁美洲天主教国家智利通过离婚法。之前智利人为获得合法再婚的权利，宣布婚姻无效成为常见的手段。
2011年5月28日，最后一个不允许离婚的歐洲天主教國家马耳他举行全民公投决定本国公民是否能够合法离婚，大部分民众选择了“支持合法离婚”。此前，马耳他公民只能在国外办理离婚，才会被马耳他法律承认。
2011年6月1日，菲律宾国会启动对《菲律宾离婚法案》的辩论，菲律宾和梵蒂冈是目前世界仅有的不允许离婚的国家。

### 伊斯兰教国家
伊斯兰教允许离婚，离婚被称为“塔拉克”（Talaq），丈夫须读出“塔拉克”来开始离婚的进程。相比女性，男性在离婚上拥有更大的权利。在伊斯兰社会中，有男性只要说出三遍“塔拉克”就可以离婚的习俗。因此在某些伊斯兰国家中，男性仅用手机短信和电子邮件就可以完成离婚。针对这种情况，各国司法部门又有不同的处理。

#### 東南亞
在東南亞的馬來人伊斯蘭社會，有一種不成文的習俗。當一對夫妻重複的離婚複婚，再離婚複婚之後，若這對夫婦第3次離婚時就不能再複婚了。除非妻子另外嫁給另一名男子，等過了iddah（阿拉伯語：العدة ; 等待週期，3個月又10天的期限）之後離婚，才可以跟原來的丈夫重新結婚。這個婚姻叫做Kahwin Cina Buta。
按照這個規定，妻子另婚時必須履行婚姻義務，行房時亦不得使用避孕措施。女方亦得負責婚宴費用。若男方事後反悔不肯跟她離婚，她就無緣跟原配複婚了。

### 古代中國
在中国古代七出、義絕和三不去是中国古代判定是否需要解除婚姻关系的重要依据。
宋朝以后，随着程朱理学的发展，对妇女贞节的要求日益严苛，改嫁、离婚逐渐成为一件不光彩的事。

### 中國大陸
在中华人民共和国，《中华人民共和国婚姻法》第四章规范离婚。男女双方自愿离婚的，准予离婚。男女一方要求离婚的，可由有关部门进行调解或直接向人民法院提出离婚诉讼。
近年，由於中國大陸一些大城市的政府對當地房地產市場進行調控，規定購買首套房產的購房者可以較低首付金買房，而第二套房的首付金較高，導致一些已有房產的夫妻為了以較少的錢買到一套新房而“假離婚”。
2020年5月28日，第十三屆全國人大三次會議表決通過《中華人民共和國民法典》，自2021年元旦正式生效。《民法典》在第四章《離婚》第1077條有關「離婚冷靜期」規定：「自婚姻登記機關收到離婚登記申請之日起三十日內，任何一方不願意離婚的，可以向婚姻登記機關撤回離婚登記申請。前款規定期間屆滿後三十日內，雙方應當親自到婚姻登記機關申請發給離婚證；未申請的，視爲撤回離婚登記申請。」也就是要經過這三十日離婚冷靜期後，才能正式完成申請離婚的手續，在該期間內單方可以撤回離婚申請。故實際上離婚的期間可達六十日，離婚程序之障礙增加。不過离婚冷静期只适用于协议离婚，不适用于涉及家暴等诉讼离婚。而通过法院进行的诉讼离婚，已使公民的离婚自由普通受损。虽然相关法律规定，当事人一方有过错，“调解无效的，应当准予离婚”。但在司法实践中，通常第一次起诉离婚，法院不会判离婚。半年后再度提起诉讼，法院才会判离，是为通行做法。同时存在地方法院不允许离婚的极端案例。湖南省衡阳县发生的宁顺花诉陈定华离婚纠纷案，因男方恐吓、威胁、意图报复社会之举，女方的离婚请求四度被法院驳回。引发社会舆论关注后，方才离婚成功。

#### 相关法律
- 民法第1076條：第一項「夫妻雙方自願離婚的，應當簽訂書面離婚協議，並親自到婚姻登記機關申請離婚登記。」第二項「離婚協議應當載明雙方自願離婚的意思表示和對子女撫養、財產以及債務處理等事項協商一致的意見。」
- 民法第1077條：第一項「自婚姻登記機關收到離婚登記申請之日起三十日內，任何一方不願意離婚的，可以向婚姻登記機關撤回離婚登記申請。」、第二項「前款規定期限屆滿後三十日內，雙方應當親自到婚姻登記機關申請發給離婚證；未申請的，視為撤回離婚登記申請。」
- 民法第1078條：婚姻登記機關查明雙方確實是自願離婚，並已經對子女撫養、財產以及債務處理等事項協商一致的，予以登記，發給離婚證。
- 民法第1079條：第一項「夫妻一方要求離婚的，可以由有關組織進行調解或者直接向人民法院提起離婚訴訟。」、第二項「人民法院審理離婚案件，應當進行調解；如果感情確已破裂，調解無效的，應當準予離婚。」 第三項：有下列情形之一，調解無效的，應當準予離婚︰
  - （一）重婚或者與他人同居；
  - （二）實施家庭暴力或者虐待、遺棄家庭成員；
  - （三）有賭博、吸毒等惡習屢教不改；
  - （四）因感情不和分居滿二年；
  - （五）其他導致夫妻感情破裂的情形。

第四項「一方被宣告失蹤，另一方提起離婚訴訟的，應當準予離婚。」第五項「經人民法院判決不準離婚後，雙方又分居滿一年，一方再次提起離婚訴訟的，應當準予離婚。」
- 民法第1080條：「完成離婚登記，或者離婚判決書、調解書生效，即解除婚姻關系。」

除了離婚冷靜期，配偶一方為現役軍人、或女方在身體特殊情況期間，請求離婚會受有特別限制：
- 民法第1081條：現役軍人的配偶要求離婚，應當征得軍人同意，但是軍人一方有重大過錯的除外。
- 民法第1082條：女方在懷孕期間、分娩後一年內或者終止妊娠後六個月內，男方不得提出離婚；但是，女方提出離婚或者人民法院認為確有必要受理男方離婚請求的除外。

### 香港
在香港，離婚需經家事法庭內庭審理批准，一般會交律師行協助。在離婚分產中，法官會考慮當事人雙方資產及借貸。未必50:50攤分財富，而會考慮雙方結婚年期、大家對婚姻貢獻、婚前身家、合理生活水平等因素，判決贍養費。當中可能涉及誓章、口供紙、發假誓、偽造文件、詐騙、藐視法庭等問題，干涉者或會被控。最後，若雙方同意最終脫離夫妻關係，便可在律師行簽署離婚協議書正式離婚。
夫婦離婚後，雙方需要就有關子女管養安排、探視安排、經濟安排達成共識。在父母離婚時，法院須以管養令在父母之間重新編配父母權利。在考慮每宗離婚個案的個別情況後，法院可以選擇發出獨有管養令、共同管養令、或較罕有的分權令。香港法律改革委員會已於2005年3月7日發表《子女管養權及探視權報告書》，建議把一個新的「父母責任模式」引入香港的家事法；提倡父母雙方在離婚後仍繼續積極參與子女的教養。

### 臺灣
夫妻雙方合意離婚時，需訂立並簽署離婚協議書，且有兩名證人簽名，雙方共同至戶政機關辦理離婚登記，方完成自行協議離婚。這二位證人必須為成年人（滿18歲）並有完全行為能力，且須親自見聞當事人間確實有離婚之意思而願負證明之責。證人可能是朋友、親屬或找徵信社的離婚證人服務。但未成年人（未滿18歲）若要離婚，應得法定代理人之同意。
夫妻雙方非合意離婚者，需一方具有法定原因參照民法第1052條，但另有規定於第1053、1054條，一定原因事實或期限，將使離婚請求權消滅，而不能提起離婚。提出離婚方，不能是「造成婚事破裂」的主要責任方，才得向法院請求離婚。此外，法律尚規定雙方在法院調解或和解成立，也發生離婚之效力。
離婚的效力，不但使當事人不再存具有配偶的身分，也依民法第971條，姻親關係，因離婚而消滅，故原因結婚而成立之姻親關係也因而不再存續，但第983條規定禁婚親即一定範圍之親屬不得結婚，第2項中規定血親直系姻親結婚之限制，於姻親關係消滅後，亦適用之。亦即不得與直系姻親結婚之限制，即使雙方不再有姻親關係，仍然不得結婚，例如公公與已離婚的媳婦，仍然不得結婚。離婚時，也須依所訂之夫妻財產制之規定而清算分配雙方之財產。
不過由於姻親關係不會因婚姻當事人一方死亡而消滅，僅配偶間相互權利義務因一方死亡而不再存續，法律制度上並無死後離婚的設計。

#### 相關法律
- 民法第143條：夫對於妻或妻對於夫之權利，於婚姻關係消滅後一年內，其時效不完成。
- 民法第573條：因婚姻居間而約定報酬者，就其報酬無請求權。
- 民法第971條: 姻親關係，因離婚而消滅；結婚經撤銷者亦同。
- 民法第1049條：夫妻兩願離婚者，得自行離婚。但未成年人，應得法定代理人之同意。
- 民法第1050條: 兩願離婚，應以書面為之，有二人以上證人之簽名並應向戶政機關為離婚之登記。
- 民法第1052條：夫妻之一方，有下列情形之一者，他方得向法院請求離婚：

1. 重婚。
2. 與配偶以外之人合意性交。
3. 夫妻之一方對他方為不堪同居之虐待。
4. 夫妻之一方對他方之直系親屬為虐待，或夫妻一方之直系親屬對他方為虐待，致不堪為共同生活。
5. 夫妻之一方以惡意遺棄他方在繼續狀態中。
6. 夫妻之一方意圖殺害他方。
7. 有不治之惡疾。
8. 有重大不治之精神病。
9. 生死不明已逾3年。
10. 因故意犯罪，經判處有期徒刑逾6個月確定。

有前項以外之重大事由，難以維持婚姻者，夫妻之一方得請求離婚。但其事由應由夫妻之一方負責者，僅他方得請求離婚。
- 民法第1052-1條：離婚經法院調解或法院和解成立者，婚姻關係消滅。法院應依職權通知該管戶政機關。
- 民法第1053條：對於前條第1款、第2款之情事，有請求權之一方，於事前同意或事後宥恕，或知悉後已逾六個月，或自其情事發生後已逾2年者，不得請求離婚。
- 民法第1054條：對於1052條第6款及第10款之情事，有請求權之一方，自知悉後已逾1年，或自其情事發生後已逾5年者，不得請求離婚。
- 民法第1056條：第一項「夫妻之一方，因判決離婚而受有損害者，得向有過失之他方，請求賠償。」第二項「前項情形，雖非財產上之損害，受害人亦得請求賠償相當之金額。但以受害人無過失者為限。」第三項「前項請求權，不得讓與或繼承。但已依契約承諾或已起訴者，不在此限。」
- 民法第1057條：夫妻無過失之一方，因判決離婚而陷於生活困難者，他方縱無過失，亦應給與相當之贍養費。
- 民法第1058條：夫妻離婚時，除採用分別財產制者外，各自取回其結婚或變更夫妻財產制時之財產。如有剩餘，各依其夫妻財產制之規定分配之。

詳見：通姦、抓姦
- 民法第988條：結婚有下列情形之一者，無效：

1. 、不具備第982條之方式。
2. 、違反第983條規定。
3. 、違反第985條規定。但重婚之雙方當事人因善意且無過失信賴一方前婚姻消滅之兩願離婚登記或離婚確定判決而結婚者，不在此限。

- 民法第988-1條：前條第3款但書之情形，前婚姻自後婚姻成立之日起視為消滅。前婚姻視為消滅之效力，除法律另有規定外，準用離婚之效力。但剩餘財產已為分配或協議者，仍依原分配或協議定之，不得另行主張。依第一項規定前婚姻視為消滅者，其剩餘財產差額之分配請求權，自請求權人知有剩餘財產之差額時起，二年間不行使而消滅。自撤銷兩願離婚登記或廢棄離婚判決確定時起，逾五年者，亦同。 前婚姻依第一項規定視為消滅者，無過失之前婚配偶得向他方請求賠償。前項情形，雖非財產上之損害，前婚配偶亦得請求賠償相當之金額。前項請求權，不得讓與或繼承。但已依契約承諾或已起訴者，不在此限。
- 民法第999條：當事人之一方，因結婚無效或被撤銷而受有損害者，得向他方請求賠償。但他方無過失者，不在此限。 前項情形，雖非財產上之損害，受害人亦得請求賠償相當之金額，但以受害人無過失者為限。 前項請求權，不得讓與或繼承。但已依契約承諾或已起訴者，不在此限。
- 民法第1000條：夫妻各保有其本姓。但得書面約定以其本姓冠以配偶之姓，並向戶政機關登記。冠姓之一方得隨時回復其本姓。但於同一婚姻關係存續中以一次為限。
- 民法第1012條：夫妻於婚姻關係存續中，得以契約廢止其財產契約，或改用他種約定財產制。
- 民法第1017條：夫或妻之財產分為婚前財產與婚後財產，由夫妻各自所有。不能證明為婚前或婚後財產者，推定為婚後財產；不能證明為夫或妻所有之財產，推定為夫妻共有。夫或妻婚前財產，於婚姻關係存續中所生之孳息，視為婚後財產。夫妻以契約訂立夫妻財產制後，於婚姻關係存續中改用法定財產制者，其改用前之財產視為婚前財產。

### 日本
离婚在日本存在多种情况，其中包括结婚后马上离婚的情况（即闪离，日语称之为）。而在闪离现象中，新婚夫妇蜜月旅行后即因不和提出离婚的现象又被称为成田离婚。但離婚在日本社會中仍存在相當的負面評價，例如在昭和時代，不少家族內成員想法上仍然將離婚視同一種人生的重大失敗，甚至許多企業及單位把家庭情況當作評斷員工能力的其中一項指標，把家庭是否圓滿等同於工作能力。即使已到平成最末年，日本的Yahoo! Japan於同年4月初進行網路民調，仍有百分之六十八的日本民眾對離婚存在抵抗感。
從2000年代起，配偶死後，另一半申請死後離婚的登記案件數量有增加的趨勢。

### 美國
美國在1990年的离婚率调查發現只有不足50%的已婚夫婦能將他們的婚姻維持到10年以上，2000年後甚至老夫老妻也加入了離婚行列。不過離婚率卻可以做為另類的經濟指標。

## 2002-2011年間主要國家和地區離婚率
以下是主要國家和地區的離婚率
| 國家     | 2002年 | 2003年 | 2004年 | 2005年 | 2006年 | 2007年 | 2008年 | 2009年 | 2010年 | 2011年 |
| 臺灣     | 2.7    | 2.9    | 2.8    | 2.8    | 2.8    | 2.6    | 2.4    | 2.5    | 2.5    | 2.5    |
| 泰國     | ...    | 1.3    | 1.4    | 1.5    | ...    | 1.6    | 1.7    | 1.7    | 1.7    | 1.7    |
| 新加坡   | 1.4    | 1.6    | 1.5    | 1.6    | 1.6    | 1.5    | 1.5    | 1.5    | 1.5    | 1.5    |
| 日本     | 2.3    | 2.3    | 2.2    | 2.1    | 2.0    | 2.0    | 2.0    | 2.0    | 2.0    | 1.9    |
|          | 3.0    | 3.4    | 2.9    | 2.6    | 2.5    | 2.5    | 2.4    | 2.5    | 2.3    | 2.3    |
| 中国大陆 | 0.9    | 1.1    | 1.3    | 1.4    | 1.5    | 1.6    | 1.7    | 1.9    | 2.0    | 2.1    |
| 南非     | 0.7    | 0.7    | 0.7    | 0.7    | 0.7    | 0.6    | 0.6    | 0.6    | 0.5    | 0.4    |
| 美国     | 3.9    | 3.8    | 3.7    | 3.6    | 3.7    | 3.6    | 3.5    | 3.5    | 3.6    | 3.6    |
| 加拿大   | 2.3    | 2.2    | ...    | 2.2    | ...    | ...    | ...    | ...    | ...    | ...    |
| 墨西哥   | ...    | 0.6    | 0.7    | 0.7    | 0.7    | 0.7    | 0.8    | ...    | ...    | ...    |
| 巴西     | 0.7    | ...    | ...    | ...    | ...    | ...    | ...    | ...    | ...    | ...    |
| 瑞典     | 2.4    | 2.4    | 2.2    | 2.2    | 2.2    | 2.3    | 2.3    | 2.4    | 2.5    | 2.5    |
| 芬兰     | 2.6    | 2.6    | 2.5    | 2.6    | 2.5    | 2.5    | 2.5    | 2.5    | 2.5    | 2.5    |
| 挪威     | 2.3    | 2.4    | 2.4    | 2.4    | 2.3    | 2.2    | 2.1    | 2.1    | 2.1    | 2.1    |
| 英国     | 2.7    | 2.8    | 2.8    | 2.6    | 2.5    | 2.4    | 2.2    | 2.1    | 2.1    | 2.1    |
| 德国     | 2.5    | 2.6    | 2.6    | 2.4    | 2.3    | 2.3    | 2.3    | 2.3    | 2.3    | 2.3    |
| 奥地利   | 2.5    | 2.3    | 2.4    | 2.4    | 2.5    | 2.5    | 2.4    | 2.2    | 2.1    | 2.1    |
| 瑞士     | 2.2    | 2.3    | 2.4    | 2.9    | 2.8    | 2.6    | 2.6    | 2.5    | 2.8    | 2.2    |
| 法國     | 1.9    | 2.1    | 2.2    | 2.5    | 2.2    | 2.1    | 2.1    | 2.0    | 2.1    | 2.0    |
| 荷蘭     | 2.1    | 1.9    | 1.9    | 2.0    | 1.9    | 2.0    | 2.0    | 1.9    | 2.0    | 2.0    |
| 義大利   | 0.7    | 0.8    | 0.8    | 0.8    | 0.8    | 0.9    | 0.9    | 0.9    | 0.9    | ...    |
| 西班牙   | 1.0    | 1.1    | 1.2    | 1.6    | 2.8    | 2.8    | 2.4    | 2.1    | 2.2    | 2.2    |
|          | 2.7    | 2.7    | 2.6    | 2.6    | 2.5    | 2.3    | 2.2    | 2.3    | 2.3    | 2.2    |
| 新西兰   | 2.6    | 2.6    | 2.6    | 2.4    | 2.4    | 2.3    | 2.3    | 2.0    | 2.0    | 1.9    |

- 資料來源：各國統計年報及月報、聯合國統計年鑑、各國及歐洲聯盟統計局網頁。
- 附　　註：

1. 離婚率=(離婚對數/年中人口數)*1000。
2. 法國2010-2011年為初估或初步統計資料。
3. 美國2005-2011年資料不包含加利福尼亞州、喬治亞州、夏威夷州、印第亞娜州、露易斯安娜州和明尼蘇答州。2004年資料不包含加利福尼亞州、喬治亞州、夏威夷州、印第亞娜州和露易斯安娜州。2003年資料不包含加利福尼亞州、夏威夷州、印第亞娜州和奧克拉荷馬州。2002年資料不包含加利福尼亞州、印第亞娜州和奧克拉荷馬州。
4. 墨西哥及阿根廷依據聯合國統計年鑑資料。
5. 瑞典從2009.05.01起離婚包含同性結婚。
6. 挪威2010年以後離婚計算是指丈夫定居在挪威，2010年以前則包含丈夫定居在海外。

## 離婚典禮
如同結婚時舉行的結婚典禮，近代一部份人將離婚視為一種人生中的重要階段，並因此舉行儀式，即離婚典禮。在離婚典禮中，即將離婚的伴侶會宣誓分離，處理掉兩人在婚姻生活中的共同物品，並各自展開新的人生。

## 參看
- 七出
- 出妻
- 三不去
- 义绝
- 離婚贍養費
- 分手
- 婚姻
- 砲友
- 通姦
- 抓姦
- 離婚率
- 假离婚
- 父母責任模式
- 韓國離婚熟慮制度

## 外部連結
- 《中华人民共和国婚姻法》 （页面存档备份，存于）
- 中國婚姻法 （页面存档备份，存于）
- 離婚協議書下載